# Velika loža eklektičnog slobodnog zidarstva
Velika matična loža eklektičnog slobodnog zidarstva (njem. Große Mutterloge des Eklektischen Freimaurerbundes) bila je jedna od osam regularnih slobodnozidarskih velikih loža koje su djelovale u Njemačkoj (Njemačko Carstvo i Weimarska Republika) do 1935. godine. Osnovana je 1823. u Frankfurtu na Majni, a 1933. godine samostalno se raspustila uslijed političkih pritisaka nacističkog režima. Najveći broj članova imala je 1933. godine, kada je okupljala oko 3.500 članova u 24 lože. Nakon Drugog svjetskog rata Velika loža nije obnovljena, a preostale lože postale su 1949. godine osnivačice Ujedinjene velike lože Njemačke.

## Povijest
Nakon službenog kraja sustava Striktne opservancije  na neuspješnom konventu u Wilhelmsbadu 1782. godine, njemački su slobodni zidari počeli tražiti alternative tadašnjim "templarskim zabludama" – pokušajima da se slobodno zidarstvo predstavi kao izravni nasljednik srednjovjekovnog templarskog reda. Jedna od takvih alternativa bila je Loža "Unija" (Loge L'Union) u Frankfurtu na Majni, koju je vodio Johann Peter Gogel prema sustavu Velike lože Engleske – s tri osnovna stupnja, bez visokih stupnjeva. Gogel je bio pokrajinski veliki majstor pri Velikoj loži Engleske. Loža "Unija" dobila je još 1743. engleski patent, a postojao je i sporazum prema kojem se nakon Gogelove smrti trebala pridružiti Velikoj državnoj loža, no članovi lože za to nisu pokazali interes.
Osnutak Eklektskog saveza najviše je potaknuo Franz Dietrich von Ditfurth iz Wetzlara, bivši prefekt (pokrajinski veliki majstor) u sustavu Striktne opservancije, razočaran dotadašnjim iskustvom. U suradnji s frankfurtskim slobodnim zidarima, 18. ožujka 1783. uputio je zajedno sa starješinom lože Johannom Karlom Brönnerom cirkularno pismo koje je, u vremenu kada su iz Francuske stizali novi ezoterični, alkemičarski i okultni rituali, pozivalo na povratak jednostavnosti i temeljima slobodnog zidarstva. Isprva zanemaren, savez je do 1789. okupio 53 lože iz Njemačke, Poljske, Napulja i Danske. Naziv "eklektični" dolazi iz ideje da se iz svih postojećih sustava preuzme ono najbolje kako bi se stvorio novi obrazovni i ritualni okvir. Savez je 1788. usvojio zajednički zakon.
Uskoro su članovi saveza nastojali ponovno uspostaviti veze s Velikom ložom Engleske, između ostaloga i zbog optužbi da prakticiraju iluminatske umjesto slobodnozidarskih ideja. Kako bi se jasno distancirali od takvih optužbi, vratili su se humanističkom engleskom trostupanjskom sustavu. Dana 25. listopada 1789. Johann Peter von Leonhardi imenovan je za pokrajinskog velikog majstora, dok se Ditfurth povukao iz aktivnog slobodnozidarskog života i 1791. podnio ostavku.
Tijekom Napoleonskih ratova mnoge su lože prestale s radom. Za vrijeme francuske okupacije 1793., savez je imao velikih poteškoća sa zadržavanjem neovisnosti. Napoleon je u okupiranim područjima zahtijevao da se lože priključe njemu podložnom Velikom orijentu Francuske, na čijem je čelu bio član njegove obitelji. Rad saveza bio je u potpunosti obustavljen do 1808. godine.
Suradnja s Velikom ložom Engleske nije donijela očekivane koristi jer je London, unatoč postojećim ugovorima, sam osnivao lože u Frankfurtu i kršio dogovorene obveze. Zbog toga su, pod vodstvom von Leonhardija, članovi 1823. osnovali suverenu i samostalnu Veliku matičnu ložu eklektičnog slobodnog zidarstva. Drugi veliki majstor postao je 1836. Georg Kloss. Iako su članicama bile dopuštene obrade visokih stupnjeva, savez se odlučno suprotstavljao ritualima vitezova, praznovjerju, astrologiji i svakom obliku mistifikacije.
Godine 1811. uveden je kršćanski obojen obred. Savez je inače odbacivao visoke stupnjeve, ali je povremeno obrađivao Kraljevski luk – viši stupanj engleskog podrijetla s motivima iz Starog zavjeta. No, 1844. napušta se kršćanski princip, zbog čega neke lože izlaze iz Saveza i osnivaju Veliku ložu "Sloga".
Tijekom 1859. i 1860., lože u Hessenu bile su prisiljene napustiti Eklektsku Veliku ložu na zahtjev velikog vojvode Ludwiga III. i pridružiti se novoj Velikoj loži "Sloga".
Pretpostavlja se da je Eklektski savez bio prisiljen na raspuštanje u ožujku 1933. pod pritiskom nacističkih vlasti, iako o tome ne postoje precizni službeni dokumenti.
U lipnju 1949. godine 14 loža koje su radile pod okriljem Velike lože eklektičnog slobodnog zidarstva sudjelovalo je u osnivanju Ujedinjene velike lože Njemačke.

### Moderno doba
Danas se obred Eklektskog saveza još uvijek prakticira ložama u Hamburgu i Frankfurtu, pod okriljem Velike lože d.p.s.z Njemačke
- Loža "Bratska odanost na Alsteru" (Loge Zur Brudertreue an der Alster), Hamburg;[9]
- Loža "Sokrat do postojanosti" (Freimaurerloge Sokrates zur Standhaftigkeit) br. 198, Frankfurt[10]